# Théorie de Galois à l'origine
 (décembre 2010).
Le travail de Galois proprement dit est fondé sur l'étude des « substitutions » des racines des polynômes appelées aujourd'hui permutations. Les permutations possibles sur une équation algébrique forment des groupes de permutations ; et en fait la notion abstraite de groupe fut introduite par Évariste Galois dans l'intention de décrire les permutations des racines.
Les travaux de Galois ont de multiples applications et permettent de résoudre des problèmes mathématiques classiques, comme :
- quels sont les polygones qui peuvent être construits à la règle et au compas ?
- pourquoi ne peut-on pas faire la trisection d'un angle ? (à nouveau d'une manière classique, à la règle et au compas) ;
- et pourquoi n'y a-t-il pas de formule donnant les racines d'un polynôme de degré supérieur ou égal à cinq n'utilisant que les opérations algébriques usuelles et les racines nièmes ? (Théorème d'Abel-Ruffini).

Qu'entendons-nous exactement par « substitutions des racines d'un polynôme » ?
Une telle substitution est une permutation des racines telle qu'une équation algébrique satisfaite par les racines reste satisfaite après que les racines ont été permutées. Ces permutations forment un groupe appelé groupe de Galois. Selon l'ensemble dans lequel nous prenons les coefficients de l'équation algébrique, nous obtenons un groupe de Galois différent.
Par exemple, considérons le polynôme
{\displaystyle x^{4}-10x^{2}+1\,}
qui peut aussi s'écrire
{\displaystyle (x^{2}-5)^{2}-24\,}
Nous voulons décrire le groupe de Galois de ce polynôme sur le corps des nombres rationnels (i.e. les équations algébriques vérifiées par les racines auront des nombres rationnels comme coefficients).
Les racines de ce polynôme sont :
{\displaystyle a={\sqrt {2}}+{\sqrt {3}}\,}, {\displaystyle b={\sqrt {2}}-{\sqrt {3}}\,}, {\displaystyle c=-{\sqrt {2}}+{\sqrt {3}}\,}, {\displaystyle d=-{\sqrt {2}}-{\sqrt {3}}\,}.
Il y a 24 façons possibles de permuter ces quatre nombres, mais toutes ces permutations ne sont pas éléments du groupe de Galois. Les permutations du groupe de Galois doivent préserver toute relation algébrique qui contient les variables a, b, c et d et les nombres rationnels.
Une telle identité est par exemple a + d = 0.
Ainsi la permutation  a→a, b→b, c→d et d→c ne convient pas, puisque a est envoyé sur  a et d sur c, mais a + c n'est pas nul.
Un fait moins évident est que {\displaystyle (a+b)^{2}=8}.
Ainsi, nous pouvons envoyer (a, b) sur (c, d), puisque nous avons aussi {\displaystyle (c+d)^{2}=8}, mais nous ne pouvons pas envoyer (a, b) sur (a, c) parce que {\displaystyle (a+c)^{2}=12}.
D'une autre façon, nous pouvons envoyer (a, b) sur (c, d), malgré le fait que  {\displaystyle a+b=2{\sqrt {2}}} et {\displaystyle c+d=-2{\sqrt {2}}}. C'est parce que l'identité  {\displaystyle a+b=2{\sqrt {2}}} contient un nombre irrationnel, et ainsi nous n'avons pas besoin que les permutations du groupe de Galois la laissent invariante.
En résumé, nous obtenons que le groupe de Galois ne contient que les quatre permutations suivantes :
(a, b, c, d) → (a, b, c, d)
(a, b, c, d) → (c, d, a, b)
(a, b, c, d) → (b, a, d, c)
(a, b, c, d) → (d, c, b, a)
et le groupe de Galois est un groupe isomorphe au groupe de Klein.
Dans les approches modernes de la théorie de Galois, le formalisme a quelque peu changé, dans le but d'obtenir une définition plus précise et générale:
on commence par définir la notion d'extension de corps L / K, puis son groupe de Galois comme le groupe de tous les automorphismes de corps de  L qui laissent invariants tous les éléments de K. Dans l'exemple ci-dessus, nous avons déterminé le groupe de Galois de l'extension de corps {\displaystyle \mathbb {Q} }(a,b,c,d) /{\displaystyle \mathbb {Q} }.
La notion de groupe résoluble en  théorie des groupes nous permet de déterminer si un polynôme est résoluble ou non par radicaux, selon que son groupe de Galois est résoluble ou non.
Par essence même, chaque extension de corps L / K correspond à un groupe quotient dans une suite de composition du groupe de Galois. Si un groupe quotient dans la suite de composition est cyclique d'ordre n, alors l'extension de corps correspondante est une extension par radicaux, et les éléments de L peuvent être exprimés en utilisant la racine nième de certains éléments de K.
Si tous les groupes quotients dans sa suite de composition sont cycliques, alors le groupe de Galois est dit résoluble, et tous les éléments du corps correspondant peuvent être obtenus en prenant répétitivement un nombre fini de fois, des racines, produits, et sommes d'éléments du corps de base (habituellement {\displaystyle \mathbb {Q} }).
L'un des grands triomphes de la Théorie de Galois fut la preuve que pour tout  n > 4, il existe des polynômes de degré n qui ne sont pas résolubles par radicaux.
Ceci est dû au fait que pour n > 4 le groupe symétrique {\displaystyle {\mathcal {S}}_{n}} contient un sous-groupe distingué, simple, et non cyclique.

## La théorie de Galois en détail

### Préliminaires
Si {\displaystyle K} est un corps, on appelle {\displaystyle {\overline {K}}} sa clôture algébrique. Pour une partie {\displaystyle A} de {\displaystyle {\overline {K}}} on appelle {\displaystyle K\left(A\right)} le plus petit sous-corps de {\displaystyle {\overline {K}}} contenant {\displaystyle K} et {\displaystyle A}. On dira pour {\displaystyle x\in K\left(A\right)} que {\displaystyle x} se déduit rationnellement de {\displaystyle A} (parfois {\displaystyle K} sera précisé, si ce n'est pas le cas ce sera souvent le corps engendré par les coefficients du polynôme).
Soit {\displaystyle P} un polynôme. Par exemple {\displaystyle X^{3}+pX^{2}+qX+r\,}. On remarquera que si l'on appelle ses trois racines {\displaystyle a\,},{\displaystyle b\,} et {\displaystyle c\,}. Alors ce polynôme s'écrit aussi {\displaystyle X^{3}-\left(a+b+c\right)X^{2}+\left(ab+ac+bc\right)X-abc}. On remarquera que les coefficients s'expriment à l'aide de polynômes symétriques en les racines.

### Théorème de l'élément primitif
Soit, {\displaystyle P\,}, un polynôme irréductible. Si l'on prend un polynôme en ses racines tel qu'il décrive des valeurs différentes pour toutes les permutations de ses racines alors, si l'on appelle {\displaystyle V} l'une de ces valeurs, chacune des racines du polynôme se déduit rationnellement de {\displaystyle V}.

#### Preuve
- L'existence du polynôme décrivant des valeurs différentes est à faire.
- Soit {\displaystyle n\,} le degré du polynôme {\displaystyle P\,}. On appelle {\displaystyle \phi \left(\alpha _{1},...,\alpha _{n}\right)\,}, où {\displaystyle \alpha _{i}\,} sont les {\displaystyle n\,} racines du polynôme {\displaystyle P\,}. L'expression {\displaystyle \prod _{\sigma \in S_{n},\sigma 1=1}\left(V-\phi \left(\alpha _{\sigma 1},...,\alpha _{\sigma n}\right)\right)\,}, est invariante pour toutes les permutations des racines autres que la première et peut donc s'exprimer en un polynôme en {\displaystyle V\,} et {\displaystyle \alpha _{1}\,}, que l'on notera {\displaystyle f\left(V,\alpha _{1}\right)\,}. On remarque que le polynôme {\displaystyle f\left(V,X\right)\,} ne s'annule qu'en {\displaystyle \alpha _{1}\,}. En appliquant l'algorithme d'Euclide pour trouver son {\displaystyle pgcd} avec {\displaystyle P\,} on obtiendra un polynôme du premier degré dont la racine est {\displaystyle \alpha _{1}\,}. On peut donc exprimer {\displaystyle \alpha _{1}\,} rationnellement en fonction de {\displaystyle V\,}. On fait de même avec les autres racines.

Q.E.D

### Groupe du polynôme
Il existe un groupe de permutation des racines qui laisse toute quantité rationnellement connu invariable. Et tel que toute autre permutation des racines change ces quantités.

#### Preuve
- Soit {\displaystyle Q\,} le polynôme irréductible de {\displaystyle V\,}. On appellera donc {\displaystyle V_{1},...,V_{k}\,} les racines de {\displaystyle Q\,}. On a vu que chacune des racines de {\displaystyle P\,} s'exprimait rationnellement en fonction de {\displaystyle V\,}. Appelons {\displaystyle f_{i}\left(V\right)\,} l'expression qui donne {\displaystyle \alpha _{i}\,} en fonction de {\displaystyle V\,}. On remarque que {\displaystyle f_{i}\left(V_{j}\right)\,} est aussi une racine du polynôme {\displaystyle P\,}. Ainsi pour chaque {\displaystyle V_{j}\,} on a les racines du polynômes dans un certain ordre et pour un autre {\displaystyle V_{j}\,} dans un autre ordre. Toutes les permutations qui nous permettent de passer d'un ordre à l'autre est le groupe recherché.

Si l'on prend l'une de ces permutations cela va entraîner une permutation sur les {\displaystyle V_{i}\,} et les quantités rationnellement connues étant les coefficients de {\displaystyle Q\,}, permuter les {\displaystyle V_{i}\,} ne changera pas les quantités rationnellement connues. Alors que faire une permutation en dehors de ce groupe va nous envoyer les {\displaystyle V_{i}\,} sur des {\displaystyle W_{i}\,}, qui sont les racines d'un autre polynômes et donc les coefficients qui nous donnent les quantité connues vont être changés et les quantités connues aussi.
Q.E.D

### Extension intermédiaire
Soit les différents ordres sur les racines. Si tous ces ordres se découpent en plusieurs groupes tels que toutes les permutations à l'intérieur de chacun de ces groupes soient les mêmes et si pour deux groupes il existe une permutation qui les mette en bijection (on remarquera qu'il s'agit en fait de sous-groupe distingué) alors il existe une quantité invariante pour chacun de ces groupes et telle que l'on passe de l'une à l'autre par une permutation permettant de passer d'un groupe à l'autre. Alors ces quantités sont racines d'un même polynôme irréductible.
Réciproquement si l'on a une quantité qui s'exprime en les racines, alors chacun des groupes qui fixent l'un de ses conjugués sont tous les mêmes et deux de ces groupes sont en bijection grâce à une seule permutation.

#### Preuve
Il suffit de prendre encore une fois un polynôme en les racines tel qu'il soit invariant pour toutes les permutations  à l'intérieur de l'un de ces groupes et variant pour toutes les autres. Le polynôme va avoir une valeur différente pour chaque groupe et comme l'on passe de l'une à l'autre grâce à toutes les permutations elles sont toutes conjuguées.